# Claire Uke
Claire Uke, née en 1992, est une athlète nigériane spécialiste du lancer du disque et du poids. Elle remporte la médaille d'or aux Jeux africains 2015.

## Palmarès
| Date | Compétition    | Lieu        | Résultat | Épreuve          |
| ---- | -------------- | ----------- | -------- | ---------------- |
| 2015 | Jeux africains | Brazzaville | 1re      | Lancer du disque |
| 2015 | Jeux africains | Brazzaville | 2e       | Lancer du poids  |

### Records
| Épreuve                     | Performance | Lieu        | Date              |
| --------------------------- | ----------- | ----------- | ----------------- |
| Lancer du disque            | 54,25 m     | Brazzaville | 16 septembre 2015 |
| Lancer du poids (plein air) | 17,22 m     | Houston     | 25 avril 2015     |
| Lancer du poids (salle)     | 17,95 m     | Birmingham  | 26 février 2015   |